# أرشد ندیم
أرشد نديم (مواليد 2 يناير 1997) هو رامي رمح باكستاني وأول باكستاني يتأهل لنهائي أي حدث في سباقات المضمار والميدان في الألعاب الأولمبية وبطولة العالم لألعاب القوى. حقق رقمًا قياسيًا جديدًا في ألعاب الكومنولث 2022 للألعاب الوطنية وألعاب الكومنولث برمية 90.18 مترًا وأصبح أول رياضي على الإطلاق من جنوب آسيا يتجاوز حاجز 90 مترًا.